# Жумберачко-покупски партизански одред
Жумберачко-покупски народноослободилачки партизански (НОП) одред је био партизанска јединица у саставу Народноослободилачке војске и партизанских одреда Југославије током Другог светског рата у Хрватској.

## Историјат
Формиран је почетком јула 1942. од Жумберачке чете, пролетерске чете 1. кордунашког НОПО и чете Кљука, од којих су прве две реорганизоване у батаљон Јосип Краш; Одред је имао 310 бораца. Дејствовао је на подручју Жумберка и Покупја. У јулу и августу 1942. његове јединице разбиле су више усташких и домобранских посада и жандармеријских станица по селима, рушиле комуникације Загреб—Карловац и Загреб—Сисак, а 29. јула у шуми Бурдељу, у близини Велике Горице, заробиле 173 домобрана. Одред је 9. августа код Будињака и Стојдраге уништио око 400 телефонско-телеграфских стубова и 17. августа код села Хорвата извршио успешан напад на транспортни воз са нафтом. У Покупљу је 20. августа од чете Кљука формиран 2. батаљон Славко Клобучар. После пребацивања 4. кордунашке бригаде у Покупје и Жумберак, јаче усташко—домобранске снаге продрле су средином септембра на слободну територију Жумберка, па су бригада и батаљон Јосип Краш принуђени да се повуку у Словенију. Одатле се 4. кордунашка бригада вратила у Кордун, а батаљон Јосип Краш и делови Кршког НОПО, после заједничких акција на Долж, Сош ице, Горењу Васи, Ново Село, у Жумберак. Јаке италијанске, немачке и усташке снаге концентрично су напале 28. октобра 1. пролетерски батаљон Хрватске и батаљон Јосип Краш у Жумберку, који су после четвородневних борби пробили обруч, прешли пругу Загреб—Карловац и пребацили се на Кордун. Ту су 7. новембра 1942. јединице Одреда ушле у састав 13. бригаде Јосип Краш (касније 13. пролетерске Раде Кончар), а од групе од двадесет бораца поновно је формирана чета Кљука. Одред је поновно формиран 2. априла 1943. од подручних јединица са Жумберка и Покупја. Имао је један батаљон и самосталну чету Кљука, а почетком маја формирао је 2. батаљон (тад је имао 324 борца). Оштре борбе водио је заједно са 13. пролетерском бригадом Раде Кончар против усташа и Италијана 18. до 28. јуна на простору Крашић, Виводина, Сошице, 13. јула и 2/3. августа код села Греде, 5. августа у рејону села Дубранеца, Буковчака, Вукомерића, 11. новембра код села Плешевице, 3. децембра код села Луга, 6. децембра код села Јурковића и Церја. Половином септембра формиран је 3, а у новембру и 4. батаљон, тако да је крајем 1943. имао око 770 бораца. Одред је 8. јануара 1944. дао батаљон за формирање бригаде Фрањо Огулинац Сељо, а 14. јануара преименован је у Жумберачки НОП одред. До половине године, поред диверзија на прузи Загреб—Карловац, водио је низ борби против Немаца, усташа и домобрана. У априлу 1944. формиран је 4. батаљон. Одред је у августу имао 826 људи. Од 2. је 27. августа 1944. формирана Жумберачка бригада.